# Ткачук Сергій Анатолійович
Сергі́й Анато́лійович Ткачу́к — капітан Збройних сил України, учасник російсько-української війни, що відзначився під час російського вторгнення в Україну в 2022 році.

## Життєпис
Обіймає військову посаду командира 4-го стрілецького батальйону 28-мої окремої механізованої бригади імені Лицарів Зимового Походу. Для порятунку українських військових (з них, десятеро поранених), що опинилися в оточенні на Херсонщині Сергій Ткачук разом із військовослужбовцем-контрактником з іншої частини човном морем за чотири нічних години в квітні 2022 року дістались потрібного місця, отримали визначений сигнал з берега, про який засобами зв’язку попередньо було домовлено з командирами підрозділів. Забравши озброєння та, найголовніше, поранених за 15-20 хвилин вирушили у зворотному напрямку. Однак потрапили під обстріл ворожої БМП-3. Врятував шторм, коли човен опустила хвиля, і снаряд пролетів вище. Втративши зв'язок пришвартувалися в іншому, від визначеного, місці. Близько 6-ї ранку він разом із трьома пораненими, які були здатні самостійно пересуватися, вирушив у напрямку місця розташування штабу бригади. Успішно дістались маяка, а потім й одного з населених пунктів, де викликали пошукову бригаду. Згодом пошукові групи знайшли решту поранених бійців та евакуювали їх до шпиталю. За проявлену мужність офіцера, відповідно до Указу Президента України нагороджено орденом Богдана Хмельницького III ступеня, а також відзнакою Міністерства оборони України «Вогнепальна зброя» — 9-мм Glock-19. Брав участь у бойових діях на Миколаївщині.

## Нагороди
- орден Богдана Хмельницького III ступеня (2022) — за особисту мужність і самовіддані дії, виявлені у захисті державного суверенітету та територіальної цілісності України, вірність військовій присязі[5].